# 流量管
流量管是一種類似管狀的圓柱體，存在於在太空中的磁場範圍內，在這些領域內與側面的表面是平行的。管的橫斷面和其中包含的場在沿著管子長度的方向上或許有變化，但是磁通量永遠是一個常數。
在天文物理的應用上，流量管通常有強大的磁場和其他與周圍的太空不一樣的特性。它們通常在恆星，包括太陽的周圍被發現，有許多流量管的直徑大約是300公里。太陽黑子也會與直徑2500公里的大流量管結合；有些行星也有流量管，最著名的例子就是木星和衛星埃歐之間的流量管。